# Tomás Dabó
Tomás Dabó (Bissau, 20 ottobre 1993) è un ex calciatore guineense con cittadinanza portoghese, di ruolo difensore.

## Caratteristiche tecniche
Terzino destro, può essere schierato nello stesso ruolo sulla fascia opposta.

## Carriera

### Club
Ha giocato nella prima divisione portoghese ed in quella moldava.

### Nazionale
Ha partecipato ai Mondiali Under-20 del 2013 rappresentando il Portogallo; in seguito, dopo aver giocato anche alcune partite con la nazionale portoghese Under-21, ha optato per giocare nella nazionale della Guinea-Bissau, con cui ha esordito nel 2017, anno in cui ha anche partecipato alla Coppa d'Africa. Ha poi partecipato ad una seconda Coppa d'Africa nel 2019.